# Euroregion Erzgebirge/Krušnohoří

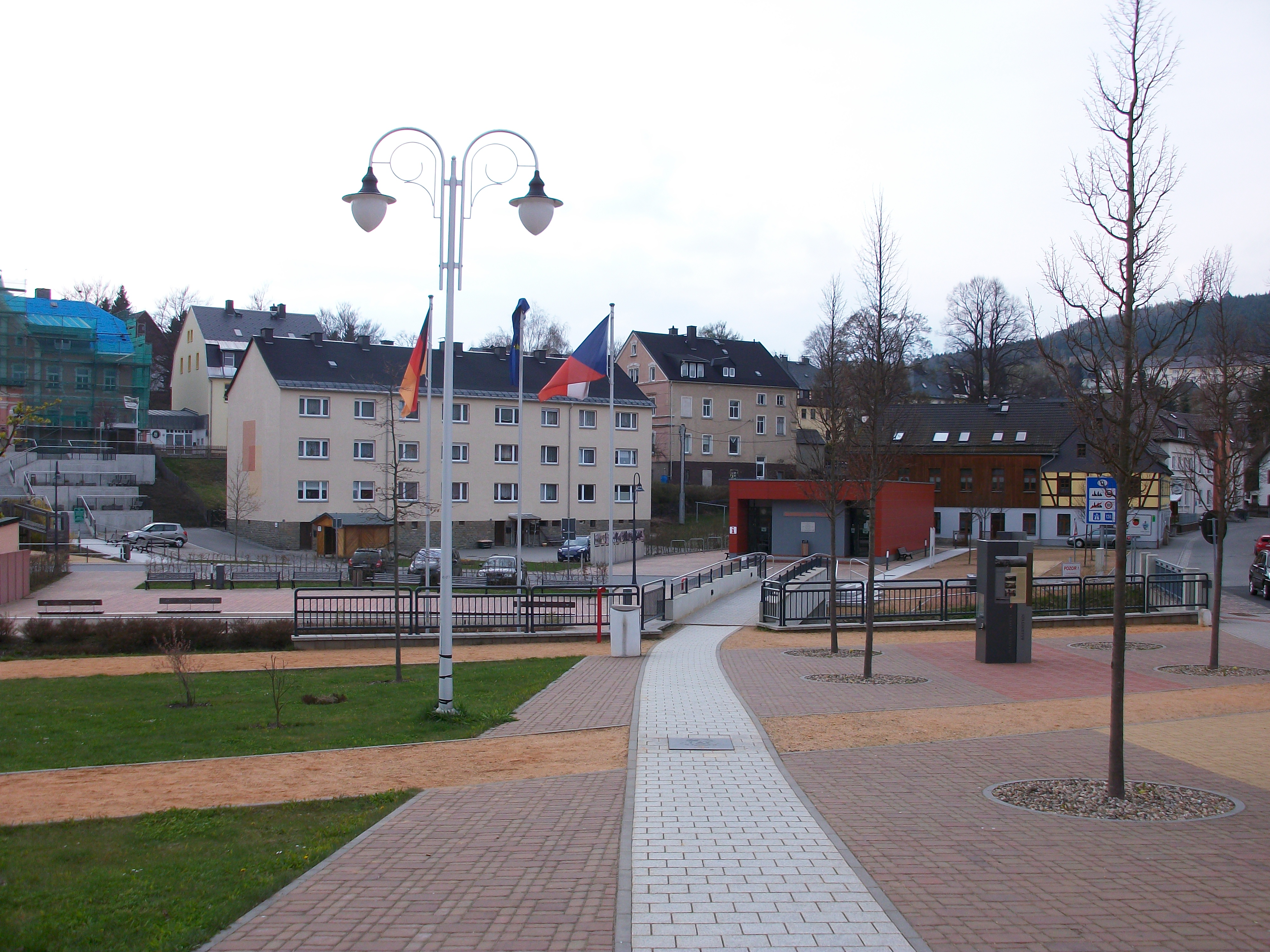
Grenzübergang Bärenstein - Vejprty

Die Euroregion Erzgebirge und die Euroregion Krušnohoří bilden eine Interessengemeinschaft der Gebietskörperschaften der deutschen und tschechischen Grenzkreise Erzgebirgskreis, Landkreis Mittelsachsen, Kreis Most, Kreis Chomutov, Kreis Louny, Kreis Teplice und Kreis Litomerice.
Sie fördert und entwickelt die friedliche, nachbarschaftliche und umfassende grenzüberschreitende Zusammenarbeit auf den Gebieten der
- Umwelt und der Erneuerung der Erzgebirgsregion,
- raum- und regionalplanerischen Konzepte,
- Verbesserung des grenzüberschreitenden Verkehrs,
- wirtschaftlichen Entwicklung,
- Kultur, des Sports, der Bildung und des Tourismus sowie
- beim Rettungswesen, beim Brand- und Katastrophenschutz

Die Euroregion gibt die Zeitschrift "Infopress" heraus.